# Euagra splendida
Euagra splendida là một loài bướm đêm thuộc phân họ Arctiinae, họ Erebidae.